# Challenge Desgrange-Colombo 1952
Navigation
Édition précédente Édition suivante
Le Challenge Desgrange-Colombo 1952 est la cinquième édition de ce classement de régularité de cyclisme sur route international. 
On retrouve au calendrier les 11 manches de l'édition précédente. Les coureurs doivent avoir participé à au moins une course dans chacun des pays organisateur (Belgique, France et Italie) pour apparaître au classement final, tandis que la participation au Tour de Suisse n'est pas obligatoire. 
Le lauréat est le Suisse Ferdi Kübler, déjà sacré en 1950. Il termine avec 16 points d'avance sur Fausto Coppi, pourtant auteur d'un rare doublé Tour d'Italie-Tour de France. Le classement par pays est remporté pour la quatrième fois par l'Italie.

## Barème
| Course/Classement               | 1er | 2e | 3e | 4e | 5e | 6e | 7e | 8e | 9e | 10e | 11e | 12e | 13e | 14e | 15e |
| ------------------------------- | --- | -- | -- | -- | -- | -- | -- | -- | -- | --- | --- | --- | --- | --- | --- |
| Tour d'Italie et Tour de France | 40  | 34 | 30 | 26 | 22 | 20 | 18 | 16 | 14 | 12  | 10  | 8   | 6   | 4   | 2   |
| Autres épreuves                 | 20  | 17 | 15 | 13 | 11 | 10 | 9  | 8  | 7  | 6   | 5   | 4   | 3   | 2   | 1   |

## Épreuves
| Date               | Course               | Pays             | Vainqueur           | Équipe              |
| ------------------ | -------------------- | ---------------- | ------------------- | ------------------- |
| 19 mars            | Milan-San Remo       | Italie           | Loretto Petrucci    | Bianchi-Pirelli     |
| 6 avril            | Tour des Flandres    | Belgique         | Roger Decock        | Bertin-d'Alessandro |
| 13 avril           | Paris-Roubaix        | France           | Rik Van Steenbergen | Mercier-Hutchinson  |
| 27 avril           | Paris-Bruxelles      | France/ Belgique | Briek Schotte       | Alcyon-Dunlop       |
| 10 mai             | Flèche wallonne      | Belgique         | Ferdi Kübler        | Tebag               |
| 11 mai             | Liège-Bastogne-Liège | Belgique         | Ferdi Kübler        | Tebag               |
| 18 mai-8 juin      | Tour d'Italie        | Italie           | Fausto Coppi        | Bianchi-Pirelli     |
| 14-21 juin         | Tour de Suisse       | Suisse           | Pasquale Fornara    | Cilo                |
| 25 juin-19 juillet | Tour de France       | France           | Fausto Coppi        | Italie              |
| 5 octobre          | Paris-Tours          | France           | Raymond Guégan      | Gitane-Hutchinson   |
| 26 octobre         | Tour de Lombardie    | Italie           | Giuseppe Minardi    | Legnano             |

## Classements finals

### Individuel
| Pos. | Coureur                | Équipe                                            | Points |
| ---- | ---------------------- | ------------------------------------------------- | ------ |
| 1    | Ferdi Kübler (SUI)     | Tebag, Frejus et Fiorelli                         | 113    |
| 2    | Fausto Coppi (ITA)     | Bianchi-Pirelli                                   | 97     |
| 3    | Stan Ockers (BEL)      | Peugeot-Dunlop et Girardengo-Clement              | 72     |
| 4    | Briek Schotte (BEL)    | Alcyon-Dunlop                                     | 53     |
| 5    | Jean Robic (FRA)       | Colomb-Dunlop, Colomb-Clément et Bottecchia-Ursus | 51     |
| 6    | Louison Bobet (FRA)    | Stella-Huret, Tebag et Bottecchia-Ursus           | 50     |
| 7    | Loretto Petrucci (ITA) | Bianchi-Pirelli                                   | 44     |
| 8    | Alex Close (BEL)       | Libellula, Garin, Allegro et Girardengo-Clement   | 32     |
| 9=   | Raymond Impanis (BEL)  | Garin et Wolf                                     | 28     |
| 9=   | Désiré Keteleer (BEL)  | Garin, Allegro et Bianchi-Pirelli                 | 28     |

### Pays
Pour le classement par pays, les points des cinq meilleurs coureurs par course sont additionnés.
| Pos. | Pays       | Points |
| ---- | ---------- | ------ |
| 1    | Italie     | 493    |
| 2    | Belgique   | 410    |
| 3    | France     | 349    |
| 4    | Suisse     | 179    |
| 5    | Espagne    | 42     |
| 6    | Pays-Bas   | 28     |
| 7    | Luxembourg | 12     |